# Барашек Шон: Фермерский бедлам
«Барашек Шон: Фермерский бедлам» (англ. «Shaun the Sheep: The Farmer's Llamas») — британский пластилиновый короткометражный мультфильм 2015 года. Срежиссирован Джеем Грэйсом и основан на мультсериале Ника Парка «Барашек Шон» (2007—2014). Премьера мультфильма состоялась 13 ноября в США на Amazon Video и 26 декабря в День подарков в Великобритании на BBC One. Выпуск на DVD состоялся 8 февраля 2016 года.

## Сюжет
Фермер и Битцер отправляются на ярмарку, где будут представлять свой торт. Случайным образом туда попадает и барашек Шон. На ярмарке он знакомится с тремя ламами, которых приводит для продажи некая индейская женщина. На аукционе Шон добивается того, чтобы фермер купил этих лам…
Вся компания возвращается на ферму, однако фермер отказывается заниматься ламами, потому что они совершенно неуправляемы. Вся ответственность за лам теперь ложится на пса. Поначалу овцам нравятся эти новые животные и они даже вместе играют в футбол, но постепенно их отношения портятся. Ламы ведут себя очень беспардонно, а веселясь и развлекаясь вообще громят ферму. Затем ламы перемещаются хулиганить в дом. Фермера они закрывают в шкафу, Битцера вышвыривают за дверь, а Шона загоняют на крышу. Всех спасает малыш Тимми, который находит способ, как ввести лам в транс при помощи пустых бутылок.
Фермер отправляется на ярмарку, где на аукционе продаёт ненавистных лам, однако случайно покупает носорога…

## Рецензии
Мелисса Камачо из Common Sense Media поставила мультфильму четыре из пяти, сказав: «Поклонники Шона всех возрастов найдут это приключение восхитительным дополнением к копилке Aardman». Эд Пауэр из The Daily Telegraph также поставил четыре из пяти, отметив что «дети, конечно, полюбят здесь каждую минуту, этот мультфильм, идущий вечером в День подарков, свою задачу выполнил». Эд Лю из Toon Zone заметил, что хотя мультфильм и удерживал его интерес на протяжении всего времени и получил свою долю смеха, однако сюжета здесь было не более, чем в одной обычной 7-и минутной серии.